# 细裂小报春
细裂小报春（学名：Primula tenuiloba）为报春花科报春花属下的一个种。

## 扩展阅读
維基物種上的相關：细裂小报春